# GNU Privacy Projekt
Beim GNU Privacy Projekt, abgekürzt GnuPP, handelt es sich um ein Open-Source-Projekt zur Verschlüsselung von E-Mails, das vom Bundesministerium für Wirtschaft und Technologie und vom Bundesinnenministerium gefördert wurde. Das Softwarepaket, welches von dem Projekt bereitgestellt wurde, heißt ebenfalls GnuPP. Das Projekt lief von 2001 bis 2002. Insbesondere für die im Internet sich entwickelnden Bereiche E-Commerce und E-Government wurde vertrauliche und sichere Kommunikation immer wichtiger. Mit dieser Begründung wurde GnuPP durch Bundesmittel gefördert.
Seit 2006 wird mit Gpg4win ein vergleichbares Installationspaket für Windows-Betriebssysteme zur Verfügung gestellt, das nachhaltig gepflegt und weiterentwickelt wird, auf der gleichen Kernkomponenten – dem Kryptografiesystem GnuPG – basiert und in seiner ersten Fassung auf Teilen von GnuPP aufbaute.